# Капкан (мини-сериал)
«Капкан» (англ. Framed) — криминальный мини-сериал 1992 года режиссёра Джеффри Сакса по одноимённому роману Линды Ла Плант, снятый для британского телеканала ITV и американской телесети A&E Television Networks. Совместное производство Великобритании и США. Премьера мини-сериала состоялась 27 ноября 1992 года.
Повествует о наивном, но честном полицейском, которым манипулирует «стукач» — знаток криминального мира, превращённый в осведомителя полиции.
Просмотр фильм рекомендован детям и подросткам от 13 лет совместно с родителями.

## Сюжет
После совершённого в Великобритании удачного ограбления Эдди Майерс (Тимоти Далтон) исчезает из поля зрения спецслужб на несколько лет, после чего его, наслаждающегося жизнью, арестовывают в Испании. Его депортируют обратно в Англию и предлагают сделку — выдать своих сообщников полиции. Майерс соглашается, но при этом предлагает молодому полицейскому Ларри Джексону (Дэвид Моррисси) войти с ним в долю, чтобы тот помог достать из тайника украденные деньги. При этом сообщники Эдди Майерса активно разыскивают его, думая, что он предал их.

## В ролях
- Тимоти Далтон — Эдди Майерс (4 серии)
- Тимоти Уэст — детектив-инспектор полиции Джимми Маккиннес (4 серии)
- Дэвид Моррисси — сержант Ларри Джексон (4 серии)
- Аннабель Эпсион — Сьюзен Джексон (4 серии)
- Хуан Карлос Мерино — эпизодическая роль (4 серии)
- Пенелопа Крус — Лола дель-Морено (3 серии)
- Тревор Купер — детектив-инспектор Шрапнель (3 серии)
- Джеймс Финдлетон — Тони Джексон (2 серии)
- Барри Финдлетон — Джон Джексон (2 серии)
- Ровена Кинг — Шарлотта Лэмптон (2 серии)
- Глин Гримстед — детектив-инспектор Фалкон (2 серии)
- Уэйн Фоскетт — детектив-констебль Саммерс (2 серии)
- Энтони Сми — старший полицейский инспектор (2 серии)
- Кэрол Холт — медсестра Джеки (2 серии)
- Фрэнсис Джонсон — детектив-констебль Фрисби (2 серии)
- Ангус Кеннеди — патрульный офицер (2 серии)
- Шейла Уайт — Мойра Шеффилд (2 серии)
- Линда Реган — миссис Минтон (1 серия)
- Matyelok Gibbs — мировой судья
- Джеральд Хендерсон — Ричард
- Клайв Мантл — Фил Шеффилд

## История создания
4 серии, составившие мини-сериал, впервые вышли в эфир на британском телеканале ITV 27 ноября, 4 декабря, 11 декабря и 18 декабря 1992 года соответственно. В США транслировалась сокращённая двухчасовая версия.
8 февраля 1993 года сериал общей длительностью в 198 минут был выпущен на видеокассетах студией Focus Entertainment Ltd.
В 2002 году режиссёр Дэниел Петри-младший снял ремейк мини-сериала. Телевизионный фильм «Подстава» (англ. Framed) с Робом Лоу и Сэмом Ниллом в главных ролях вышел на экраны в США 13 апреля 2003 года.

## Интересные факты
- Первая англоязычная кинороль испанской актрисы Пенелопы Крус.